# Wilhelm von Waldow
Wilhelm Hans August von Waldow (ur. 31 października 1856 w Berlinie, zm. 27 lipca 1937 tamże) – polityk niemiecki.
W latach 1899–1903 prezydent rejencji królewieckiej. 1903–1911 nadprezydent prowincji poznańskiej, a w latach 1911–1917 nadprezydent prowincji pomorskiej. 6 sierpnia 1917 powołany na ministra kierującego urzędem aprowizacji (niem. Reichsernährungsamt); sprawował tę funkcję do 9 listopada 1918.
W 1906 r. agresywna polityka germanizacyjna Waldowa zmierzająca do całkowitego wyrugowania języka polskiego z nauczania religii w szkołach ludowych (elementarnych) doprowadziła do fali strajków szkolnych najpierw w prowincji poznańskiej, a następnie w Prusach Zachodnich. 
Odznaczony Orderem Czerwonego Orła II. i III. klasy oraz Orderem Korony II. klasy. Honorowy obywatel Poznania, Inowrocławia, Piły i Bartoszyc.